# Сонино (Кировоградская область)
Сонино (укр. Сонине) — село в Попельнастовской сельской общине Александрийского района Кировоградской области Украины.
Население по переписи 2001 года составляло 136 человек. Почтовый индекс — 28051. Телефонный код — 5235. Код КОАТУУ — 3520380403.